# Jorf El Melha
Jorf El Melha (arabisch جرف الملحة, Zentralatlas-Tamazight ⵊⵯⵕⴼ ⵍⵎⵍⵃⴰ) ist eine Stadt mit gut 30.000 Einwohnern in der Region Rabat-Salé-Kénitra in der Provinz Sidi Kacem im Norden Marokkos.

## Lage und Klima
Die Stadt Jorf El Melha liegt im Tal des Oued Ouerrha in einer Höhe von nur etwa 35 m. Die Provinzhauptstadt Sidi Kacem befindet sich etwa 55 km (Fahrtstrecke) südwestlich; die marokkanische Hauptstadt Rabat ist ca. 180 km entfernt; die beiden Königsstädte Fès und Meknès liegen gut 80 km südöstlich bzw. südlich. Das Klima ist meist warm und trocken; Regen (ca. 400 mm/Jahr) fällt überwiegend im Winterhalbjahr.

## Bevölkerung
| Jahr      | 1994   | 2004   | 2014   | 2024   |
| Einwohner | 10.187 | 20.581 | 28.681 | 31.976 |

Die in der zweiten Hälfte des 20. Jahrhunderts aus den umliegenden Dörfern zugewanderten Einwohner sind meist berberischer Abstammung. Man spricht jedoch in der Regel Marokkanisches Arabisch.

## Wirtschaft
In den Dörfern der Umgebung wird in großem Umfang Feldwirtschaft betrieben; Viehzucht (Schafe, Ziegen, Hühner) ist dagegen eher selten geworden. Die Stadt selbst fungiert als regionales Handwerks-, Handels- und Dienstleistungszentrum und bietet die für die Region wichtigen Ausbildungsstätten und Gesundheitszentren.

## Geschichte
Zur älteren Geschichte des Ortes liegen – wie in den Berbergebieten des Maghreb allgemein üblich – keine schriftlichen Aufzeichnungen vor. Zu Beginn der französischen Protektoratszeit (1912) war Jorf El Melha nur ein Dorf mit vielleicht 1000 Einwohnern. Als Gründer der heutigen Stadt gilt der von den Franzosen dreimal inhaftierte Caid El Hajjoubi Ahmed, der – nach der Unabhängigkeit Marokkos (1956) – von König Hassan II. als Gouverneur eingesetzt wurde.

## Sehenswürdigkeiten
- Das Stadtbild hat insgesamt ein modernes Aussehen.

Umgebung
- Der al-Wahda-Stausee ist knapp 45 km entfernt.

## Persönlichkeiten
- Jilali Gharbaoui (1939–1971), Maler und Bildhauer